# 후쿠이 FM 방송

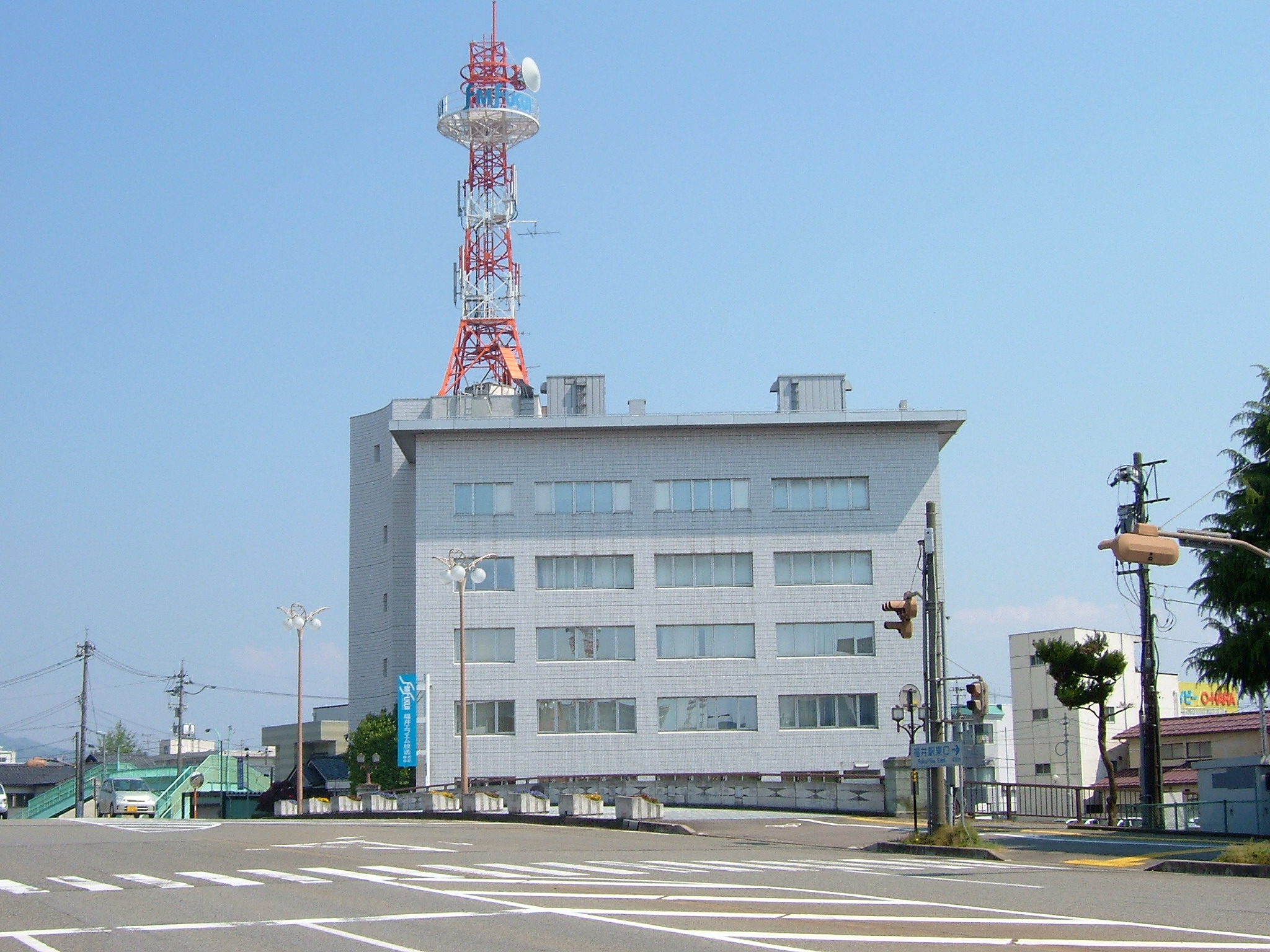
후쿠이 FM방송

후쿠이 FM방송은 일본의 FM라디오 방송국으로 1984년 12월 18일 개국했으며 후쿠이현에서 방송을 실시하고 있다.
JFN에 가맹했으며 애칭은 FM후쿠이(FM福井), 콜사인은 JOLU-FM이다.

## 연혁
- 1984년 2월 20일 - 회사 설립.
- 1984년 12월 1일 - 서비스 방송개시.
- 1984년 12월 18일 - 일본 13번째 민영 FM 방송국으로 개국.
- 1995년 4월 1일 - FM 문자다중방송 개시.
- 2009년 6월 1일 - 긴급 지진 속보서비스 개시.
- 2014년 3월 31일 - FM 문자다중방송 종료.

## 주파수
- 후쿠이 방송국:76.1 MHz(출력:1Kw)
- 미하마 중계국:80.3MHz(출력:10W)
- 다카하마 중계국:82.0MHz(출력:3W)
- 오바마 중계국:82.5MHz(출력:100W)
- 오노 중계국:84.7MHz(출력:10W)
- 쓰루가 중계국:86.4MHz(출력:10W)
- 미쿠니 중계국:86.3MHz(출력:10W)

## 보충서술
- 후쿠이 신문 · 후쿠이 TV 방송과 밀접한 관계를 가지고 있다.
- 예전에는 전화 서비스를 이용해 방송을 들을 수 있었지만 지금은 종료되었다.

## 현내 방송국
- NHK 후쿠이 방송국
- 후쿠이 방송(FBC)(TV는 니혼 TV·TV 아사히계열, 라디오는 JRN&NRN계열)
- 후쿠이 TV 방송(FTB)(후지 TV계열)